# Coppa del mondo di mountain bike 2003
La Coppa del mondo di mountain bike 2003 organizzata dall'Unione Ciclistica Internazionale (UCI) si disputò su tre discipline: cross country, downhill e four-cross, con cinque tappe per ogni disciplina, dopo la defezione della località statunitense di Telluride, che doveva ospitare la quarta tappa della coppa di tutte e tre le discipline il 5 e 6 luglio. Il four-cross si decise in sole quattro prove, a causa della forte pioggia che portò all'annullamento dell'ultima tappa, a Kaprun.

## Cross country
| Data              | Luogo             | Vincitore        | Vincitrice      |
| ----------------- | ----------------- | ---------------- | --------------- |
| 5 maggio          | Sankt Wendel      | Christoph Sauser | Gunn-Rita Dahle |
| 31 maggio         | Fort William      | Filip Meirhaeghe | Gunn-Rita Dahle |
| 29 giugno         | Mont-Sainte-Anne  | Julien Absalon   | Gunn-Rita Dahle |
| 13 luglio         | Grouse Mountain   | Roel Paulissen   | Gunn-Rita Dahle |
| 14 sett.          | Kaprun            | Filip Meirhaeghe | Gunn-Rita Dahle |
| Classifica finale | Classifica finale | Julien Absalon   | Gunn-Rita Dahle |

## Downhill
| Data              | Luogo             | Vincitore           | Vincitrice             |
| ----------------- | ----------------- | ------------------- | ---------------------- |
| 1º giugno         | Fort William      | Cédric Gracia       | Céline Gros            |
| 8 giugno          | Alpe d'Huez       | Nathan Rennie       | Anne-Caroline Chausson |
| 28 giugno         | Mont-Sainte-Anne  | Steve Peat          | Fionn Griffiths        |
| 12 luglio         | Grouse Mountain   | Ivan Oulego Moreno  | Fionn Griffiths        |
| 13 sett.          | Kaprun            | David Vazquez Lopez | Marla Streb            |
| Classifica finale | Classifica finale | Nathan Rennie       | Sabrina Jonnier        |

## Four-cross
| Data              | Luogo             | Vincitore                   | Vincitrice                  |
| ----------------- | ----------------- | --------------------------- | --------------------------- |
| 31 maggio         | Fort William      | Greg Minnaar                | Katrina Miller              |
| 8 giugno          | Alpe d'Huez       | Eric Carter                 | Tracy Moseley               |
| 28 giugno         | Mont-Sainte-Anne  | Eric Carter                 | Katrina Miller              |
| 12 luglio         | Grouse Mountain   | Mike King                   | Katrina Miller              |
| 13 sett.          | Kaprun            | Gara cancellata per pioggia | Gara cancellata per pioggia |
| Classifica finale | Classifica finale | Eric Carter                 | Katrina Miller              |